# San Javier (España)
San Javier es un municipio español de la Comunidad autónoma de la Región de Murcia, situado en la zona norte de la comarca del Mar Menor. Pertenecen a él las localidades costeras de Santiago de la Ribera y la parte central y norte de La Manga del Mar Menor. Es sede del partido judicial del mismo nombre.
Tiene una extensión de 74,2 km² y 35 872 habitantes (INE 2024) en su término municipal, que aumenta considerablemente en época estival ya que posee 23 km de costa en el Mar Menor y 16 km en el mar Mediterráneo. En él se sitúa la Academia General del Aire y las instalaciones del antiguo aeropuerto de San Javier.

## Geografía
Está situado en la zona norte del Mar Menor (latitud: 37° 48' N, longitud: 00° 51' O) en la Comarca del Mar Menor, aunque otros organismos lo incluyen en la comarca del Campo de Cartagena. Sus municipios colindantes son: Pilar de la Horadada, Murcia, San Pedro del Pinatar, Torre Pacheco, Cartagena (sólo en la zona de La Manga) y Los Alcázares. Es capital del Partido Judicial de San Javier.
Dispone de ocho pedanías además del principal núcleo de población en el centro ciudad. Algunas son interiores: Roda, El Mirador, Pozo Aledo, Tarquinales (Lo Llerena y Los Saez), La Grajuela, y La Calavera. Otras dos son costeras: Santiago de la Ribera y La Manga del Mar Menor en su zona norte y central.
Pertenecen además al municipio de San Javier dos de las cinco islas volcánicas del interior del Mar Menor: La isla Mayor o del Barón, que es la más grande de la albufera con 93,8 hectáreas y 104 m de altitud; y la isla Perdiguera, la más visitada, con un tamaño de 25,8 hectáreas.
También pertenece al municipio de San Javier la isla Grosa, con un pequeño islote a su lado, también volcánico, El Farallón, ambas situadas en el Mediterráneo frente a las playas de La Manga.
| Noroeste: Murcia       | Norte: Pilar de la Horadada (Alicante) | Noreste: San Pedro del Pinatar |
| Oeste: Torre Pacheco   |                                        | Este: Mar Mediterráneo         |
| Suroeste Torre Pacheco | Sur: Los Alcázares                     | Sureste: Cartagena             |

### Ramblas
Las Ramblas de Cobatillas y Barranco del Agua parten de la vertiente sur de las Sierras de Altaona y Sierra de Escalona, desembocando en el núcleo urbano de San Javier. Sus cauces están más definidos en sus inicios, volviéndose más difusos en todo su tramo final

### Playas

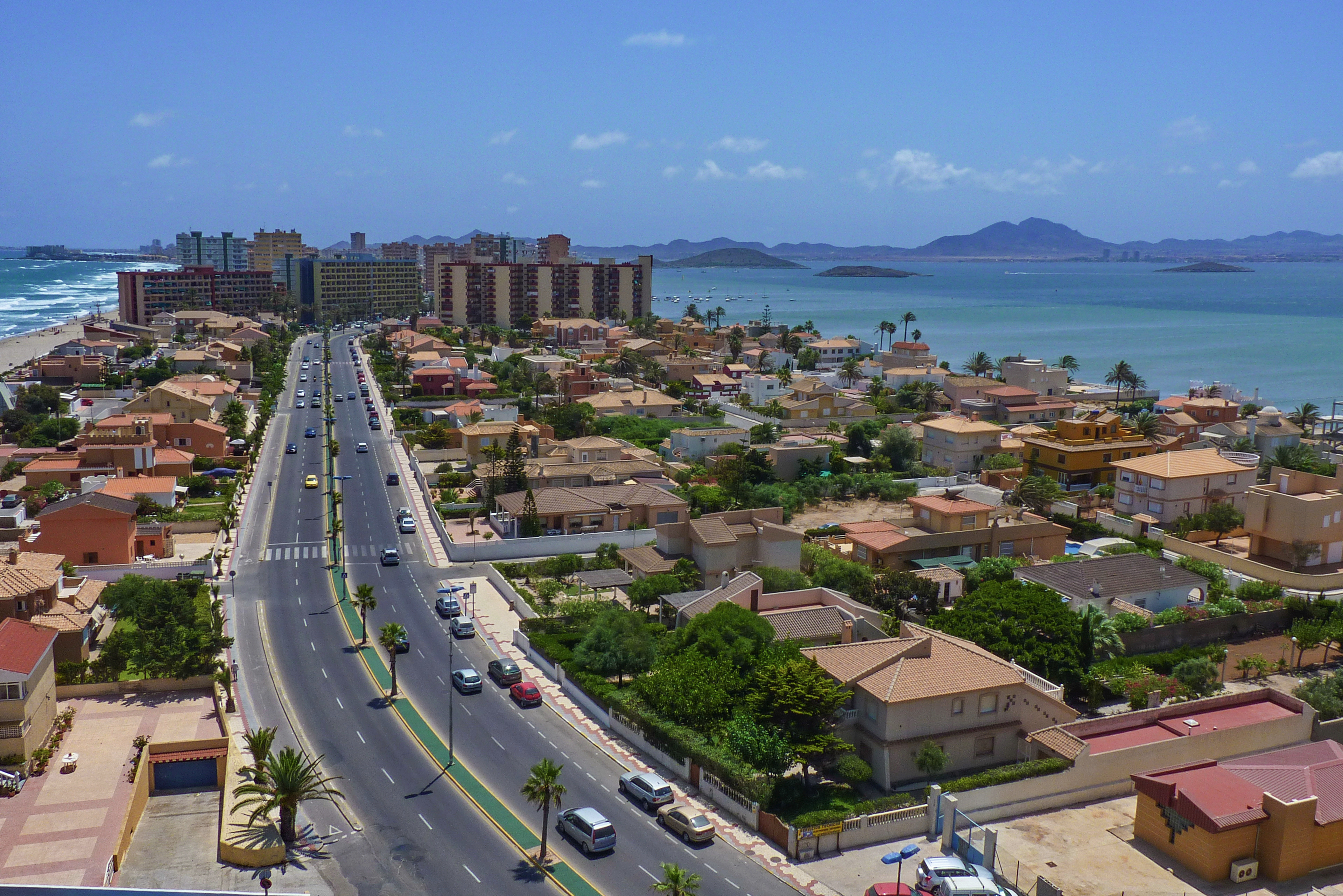
La Manga en la zona de El Galán, perteneciente a San Javier

Las playas están situadas en la pedanía de Santiago de la Ribera (que forma un continuo urbano con el pueblo de San Javier) y La Manga del Mar Menor desde el kilómetro 4 hasta el final de la misma, en la zona conocida como Veneziola.
| Localidad              | Denominación                      | Aguas            |
| ---------------------- | --------------------------------- | ---------------- |
| Santiago de la Ribera  | Playa del Castillico              | Mar Menor        |
| Santiago de la Ribera  | Playa del Atalayón                | Mar Menor        |
| Santiago de la Ribera  | Playa de Colón                    | Mar Menor        |
| Santiago de la Ribera  | Playa del Pescador                | Mar Menor        |
| Santiago de la Ribera  | Playa de Barnuevo                 | Mar Menor        |
| Santiago de la Ribera  | Playa de la Hita                  | Mar Menor        |
| La Manga del Mar Menor | Playa de Calnegre                 | Mar Mediterráneo |
| La Manga del Mar Menor | Banco del Tabal                   | Mar Mediterráneo |
| La Manga del Mar Menor | Playa del Pedrucho                | Mar Mediterráneo |
| La Manga del Mar Menor | Playa El Arenal                   | Mar Mediterráneo |
| La Manga del Mar Menor | Playa del Estacio                 | Mar Mediterráneo |
| La Manga del Mar Menor | Escollera de Levante              | Mar Mediterráneo |
| La Manga del Mar Menor | Ensenada del Esparto              | Mar Mediterráneo |
| La Manga del Mar Menor | Playa del Pudrimel                | Mar Mediterráneo |
| La Manga del Mar Menor | Esculls de la Llana y Encañizadas | Mar Mediterráneo |
| La Manga del Mar Menor | Punta de los Guzmanes             | Mar Menor        |
| La Manga del Mar Menor | Playa de Veneciola                | Mar Menor        |
| La Manga del Mar Menor | Playa Chica                       | Mar Menor        |
| La Manga del Mar Menor | Escollera de Poniente             | Mar Menor        |
| La Manga del Mar Menor | Playa Mistral                     | Mar Menor        |
| La Manga del Mar Menor | Playa de Matasgordas              | Mar Menor        |
| La Manga del Mar Menor | Playa Las Antillas                | Mar Menor        |
| La Manga del Mar Menor | Playa El Pedruchillo              | Mar Menor        |
| La Manga del Mar Menor | Playa de Poniente                 | Mar Menor        |
| La Manga del Mar Menor | Playa de El Galán                 | Mar Menor        |
| La Manga del Mar Menor | Playa de Lebeche                  | Mar Menor        |
| La Manga del Mar Menor | Playa Aliseos                     | Mar Menor        |
| La Manga del Mar Menor | Playa de La Isla                  | Mar Menor        |

Las playas del Mar Menor padecen las consecuencias de la degradación de la albufera, provocada por el cambio de un modelo de agricultura de secano a una agricultura de regadío en el entorno, que vierte nitratos y produce eutrofización, desarrollando la llamada "sopa verde", dándose la anoxia o ausencia de oxígeno que ocasiona a veces la muerte de peces de la albufera.
Véase también: Mar Menor#Problemas medioambientales

### Espacios naturales protegidos

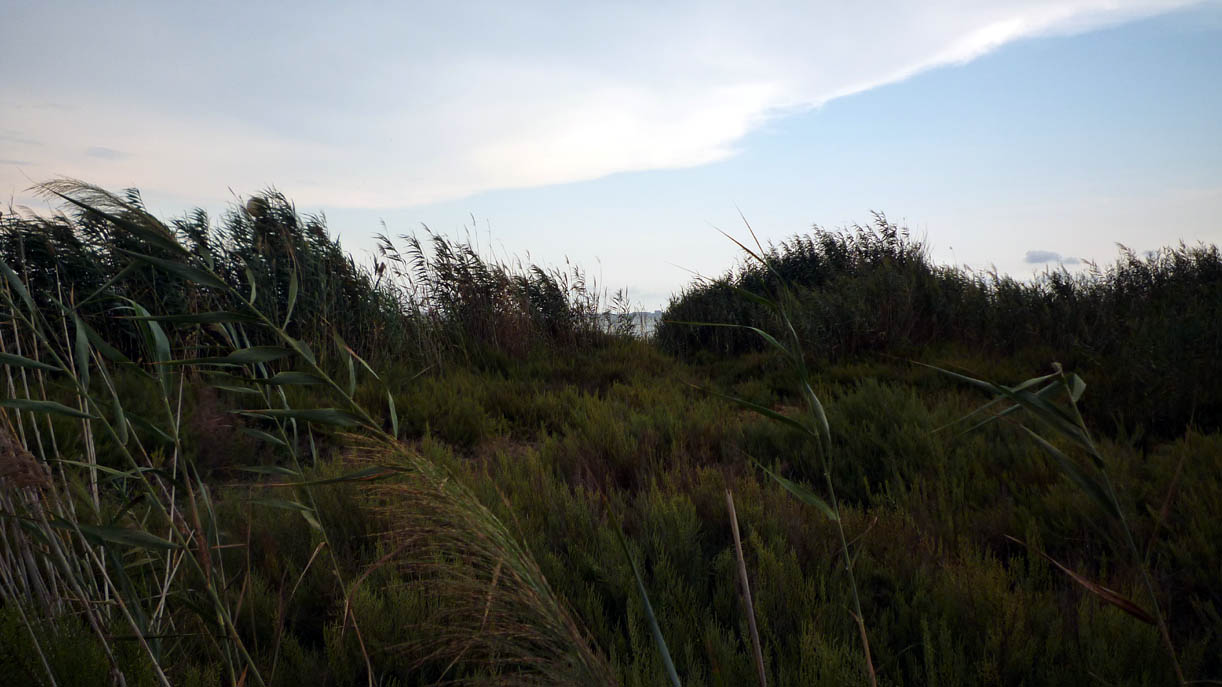
Carrizos (Phragmites australis) y salicornias (Sarcocornia fruticosa) en la playa de la Hita

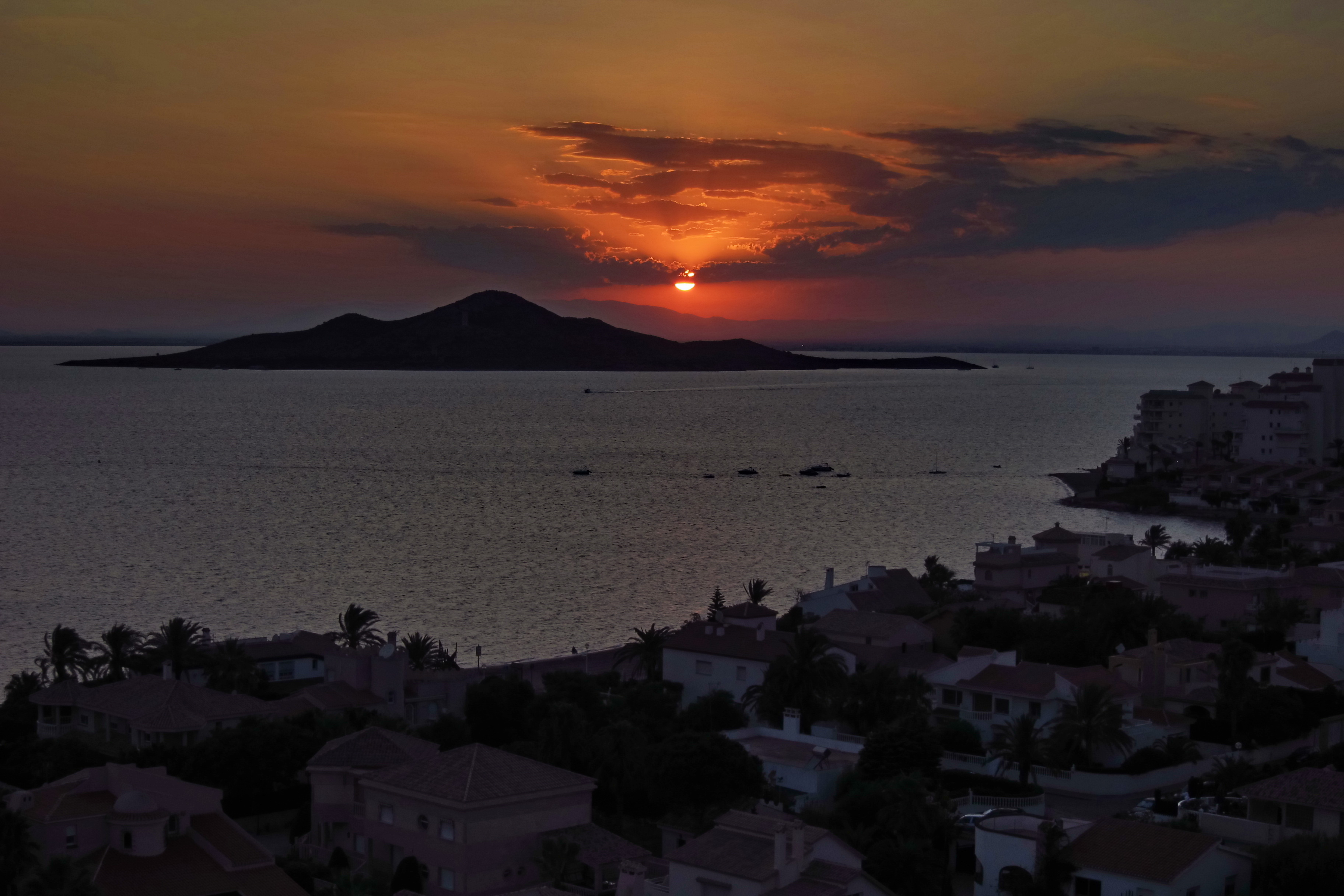
Isla del Barón desde La Manga

Por su importancia geológica y ecológica, el municipio de San Javier cuenta con varios espacios protegidos de gran valor medioambiental.
- La playa de la Hita se sitúa al sur del municipio en la ribera del Mar Menor. El espacio protegido está compartido con el municipio de Los Alcázares. Se trata de un humedal, formado mayoritariamente por carrizos entre los que anidan aves como las cigüeñuelas, el charrancito, el carricero común o la garza real.[7] Se encuentra protegida dentro de los denominados Espacios abiertos e islas del Mar Menor, con la categoría de Parque natural, Lugar de Importancia Comunitaria (LIC) y Zona de Especial Protección para las Aves (ZEPA).
- La isla Mayor o del Barón y la isla Perdiguera, dos islas del Mar Menor de origen volcánico y que cuentan con varios hábitats singulares de vegetación iberoafricana. Se encuentran protegidas dentro de los denominados Espacios abiertos e islas del Mar Menor, con la categoría de parque natural, Lugar de Importancia Comunitaria (LIC) y Zona de Especial Protección para las Aves (ZEPA).
- La isla Grosa y el islote del Farallón. Dos islas volcánicas del Mar Mediterráneo que destacan por su singularidad botánica, con comunidades de especies iberoafricanas, y ornitológica: en ellas anidan los paíños, los cormoranes, el halcón peregrino y la gaviota de Audouin. Se encuentran protegidas dentro de los denominados islas e islotes del Litoral Mediterráneo, con la categoría de parque natural, Lugar de Importancia Comunitaria (LIC) y Zona de Especial Protección para las Aves (ZEPA).
- Una pequeña parte residual, al norte de La Manga del Mar Menor, se encuentra incluida dentro de los límites del parque natural de las Salinas y Arenales de San Pedro del Pinatar donde destaca la presencia de la esparraguera del Mar Menor (Asparagus macrorrhizus), un endemismo exclusivo de la laguna y en peligro crítico de extinción.

### Clima
De acuerdo con la clasificación climática de Koppen, el clima de San Javier es semiárido frío (BSk).
| Parámetros climáticos promedio de Observatorio del Aeropuerto de Murcia-San Javier (4 m s. n. m.) (Periodo de referencia: 1991-2020, extremos: 1945-presente) | Parámetros climáticos promedio de Observatorio del Aeropuerto de Murcia-San Javier (4 m s. n. m.) (Periodo de referencia: 1991-2020, extremos: 1945-presente) | Parámetros climáticos promedio de Observatorio del Aeropuerto de Murcia-San Javier (4 m s. n. m.) (Periodo de referencia: 1991-2020, extremos: 1945-presente) | Parámetros climáticos promedio de Observatorio del Aeropuerto de Murcia-San Javier (4 m s. n. m.) (Periodo de referencia: 1991-2020, extremos: 1945-presente) | Parámetros climáticos promedio de Observatorio del Aeropuerto de Murcia-San Javier (4 m s. n. m.) (Periodo de referencia: 1991-2020, extremos: 1945-presente) | Parámetros climáticos promedio de Observatorio del Aeropuerto de Murcia-San Javier (4 m s. n. m.) (Periodo de referencia: 1991-2020, extremos: 1945-presente) | Parámetros climáticos promedio de Observatorio del Aeropuerto de Murcia-San Javier (4 m s. n. m.) (Periodo de referencia: 1991-2020, extremos: 1945-presente) | Parámetros climáticos promedio de Observatorio del Aeropuerto de Murcia-San Javier (4 m s. n. m.) (Periodo de referencia: 1991-2020, extremos: 1945-presente) | Parámetros climáticos promedio de Observatorio del Aeropuerto de Murcia-San Javier (4 m s. n. m.) (Periodo de referencia: 1991-2020, extremos: 1945-presente) | Parámetros climáticos promedio de Observatorio del Aeropuerto de Murcia-San Javier (4 m s. n. m.) (Periodo de referencia: 1991-2020, extremos: 1945-presente) | Parámetros climáticos promedio de Observatorio del Aeropuerto de Murcia-San Javier (4 m s. n. m.) (Periodo de referencia: 1991-2020, extremos: 1945-presente) | Parámetros climáticos promedio de Observatorio del Aeropuerto de Murcia-San Javier (4 m s. n. m.) (Periodo de referencia: 1991-2020, extremos: 1945-presente) | Parámetros climáticos promedio de Observatorio del Aeropuerto de Murcia-San Javier (4 m s. n. m.) (Periodo de referencia: 1991-2020, extremos: 1945-presente) | Parámetros climáticos promedio de Observatorio del Aeropuerto de Murcia-San Javier (4 m s. n. m.) (Periodo de referencia: 1991-2020, extremos: 1945-presente) |
| Mes | Ene. | Feb. | Mar. | Abr. | May. | Jun. | Jul. | Ago. | Sep. | Oct. | Nov. | Dic. | Anual |
| --- | --- | --- | --- | --- | --- | --- | --- | --- | --- | --- | --- | --- | --- |
| Temp. máx. abs. (°C) | 26.2 | 27.8 | 31.5 | 32.0 | 36.0 | 36.9 | 40.5 | 40.2 | 39.4 | 35.5 | 30.0 | 27.0 | 40.5 |
| Temp. máx. media (°C) | 16.3 | 16.8 | 18.6 | 20.6 | 23.3 | 26.7 | 29.1 | 29.8 | 27.6 | 24.2 | 19.8 | 17.0 | 22.5 |
| Temp. media (°C) | 11.1 | 11.8 | 13.6 | 15.8 | 18.9 | 22.6 | 25.3 | 26.0 | 23.4 | 19.6 | 15.0 | 12.1 | 17.9 |
| Temp. mín. media (°C) | 5.8 | 6.7 | 8.6 | 10.8 | 14.4 | 18.3 | 21.4 | 22.2 | 19.2 | 15.0 | 10.1 | 7.0 | 13.3 |
| Temp. mín. abs. (°C) | -3.8 | -4.0 | -3.0 | 1.0 | 4.8 | 9.5 | 11.0 | 12.0 | 7.9 | 4.0 | -1.5 | -5.4 | -5.4 |
| Precipitación total (mm) | 38.9 | 22.9 | 28.4 | 23.9 | 18.8 | 4.6 | 1.0 | 7.8 | 40.1 | 31.9 | 43.6 | 40.3 | 302.0 |
| Días de precipitaciones (≥ 1 mm) | 3.4 | 2.8 | 3.2 | 2.8 | 2.2 | 1.0 | 0.2 | 0.9 | 2.9 | 3.2 | 4.1 | 3.6 | 31.0 |
| Días de nevadas (≥ 0.01 mm) | 0.1 | 0.0 | 0.0 | 0.0 | 0.0 | 0.0 | 0.0 | 0.0 | 0.0 | 0.0 | 0.0 | 0.0 | 0.1 |
| Horas de sol | 186 | 189 | 223 | 252 | 298 | 327 | 344 | 316 | 243 | 214 | 183 | 170 | 2922 |
| Humedad relativa (%) | 73 | 72 | 70 | 67 | 68 | 68 | 70 | 71 | 71 | 74 | 71 | 73 | 71 |
| Fuente: Agencia Estatal de Meteorología | | | | | | | | | | | | | |

Los récords climatológicos más destacados registrados en el observatorio del Aeropuerto de Murcia-San Javier desde 1944 para la precipitación, desde 1945 para la temperatura y desde 1950 para el viento, son los siguientes: La temperatura máxima absoluta de 40.5 °C registrada el 12 de julio de 1961, la temperatura mínima absoluta de -5.4 registrada el 26 de diciembre de 1970, la precipitación máxima en un día de 330 mm el 4 de noviembre de 1987, y la máxima racha de viento de 134 km/h registrada el 28 de enero de 1951.

## Demografía
San Javier cuenta con una población de 35 872 habitantes (INE 2024).
| Gráfica de evolución demográfica de San Javier entre 1842 y 2021 |
| |
| Población de derecho según los censos de población del INE Población de hecho según los censos de población del INEEn 1989 disminuye el término del municipio porque independiza parte a Los Alcázares |

La evolución de la población en los últimos años se muestra en la siguiente tabla:
|         | 1991   | 2001   | 2011   | 2021   |
| ------- | ------ | ------ | ------ | ------ |
| Hombres | 7304   | 10 110 | 16 393 | 16 873 |
| Mujeres | 7392   | 10 015 | 15 508 | 16 772 |
| Total   | 14 696 | 20 125 | 31 901 | 33 645 |

| Entidad de población       | Habitantes (2022) |
| -------------------------- | ----------------- |
| San Javier (municipio)     | 34 468            |
| La Calavera                | 158               |
| Colonia Julio Ruiz de Alda | 666               |
| La Grajuela                | 316               |
| La Manga del Mar Menor     | 2506              |
| El Mirador                 | 1847              |
| Pozo Aledo                 | 581               |
| Roda                       | 2148              |
| San Javier (núcleo urbano) | 16 549            |
| Santiago de la Ribera      | 9242              |
| Tarquinales                | 455               |

## Economía

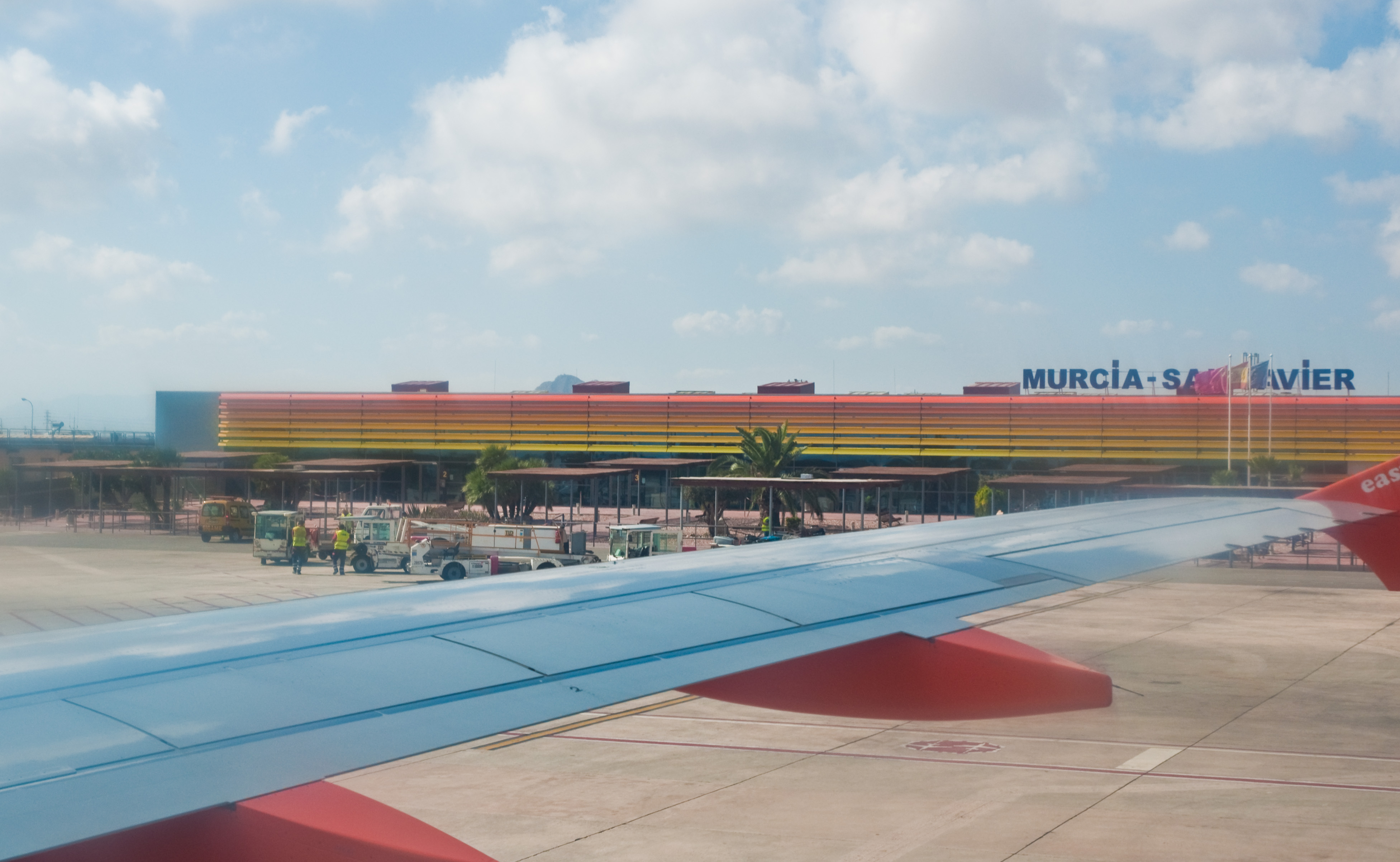
Aeropuerto de San Javier

Las principales actividades económicas se centran en el sector servicios, destacando el turismo; sin embargo la agricultura es de gran importancia en las pedanías interiores.
En su término municipal se encuentra la Academia General del Aire, academia militar del Ejército del Aire de España y sede de la Patrulla Acrobática Águila. También se encontraba el aeropuerto de San Javier, siendo durante décadas el único aeropuerto en activo de la Región de Murcia, gestionado por AENA, instalaciones que han sido clausuradas en 2019, siendo trasladada su actividad al Aeropuerto Internacional de la Región de Murcia.
En el año 2017, el Aeropuerto de San Javier contó con 1 196 605 pasajeros, superando el volumen de otros aeropuertos españoles como los de Santander, Reus, Zaragoza o Valladolid.

## Transporte y comunicaciones

### Tren
La estación más próxima es Balsicas-Mar Menor, situada en Balsicas (Torre-Pacheco). Como curiosidad, la pedanía de Santiago de La Ribera tuvo estación de tren en la Base Aérea, como final de un ramal desde Torre-Pacheco tendido en los años 1940-42 hasta su cierre el 1 de enero de 1970.

### Autobús
El servicio de viajeros por carretera del municipio se engloba dentro de la marca Movibus, el sistema de transporte público interurbano de la Región de Murcia (España), que incluye los servicios de autobús de titularidad autonómica.
| Línea | Recorrido                                                                                           | Operador       |
| ----- | --------------------------------------------------------------------------------------------------- | -------------- |
| 22    | La Manga (Pedruchillo) - Los Urrutias (Búho Mar Menor / Solo verano)                                | ALSA (TUCARSA) |
| 43    | Cartagena - Cabo de Palos - La Manga del Mar Menor                                                  | ALSA (TUCARSA) |
| 44    | Cabo de Palos - Pedruchillo - Puerto Tomás Maestre - Veneziola (Bus Manga)                          | ALSA (TUCARSA) |
| 46    | San Pedro del Pinatar - San Javier - Los Alcázares - Cabo de Palos                                  | ALSA (TUCARSA) |
| 47    | Cartagena - Los Alcázares - San Javier - Santiago de la Ribera - San Pedro del Pinatar              | ALSA (TUCARSA) |
| 48A   | San Pedro del Pinatar - Santiago de la Ribera - San Javier - Hospital Los Arcos                     | ALSA (TUCARSA) |
| 48B   | San Pedro del Pinatar - El Mirador - San Javier                                                     | ALSA (TUCARSA) |
| 49    | San Pedro del Pinatar - Santiago de la Ribera - San Javier - Hospital Los Arcos - Balsicas - Roldán | ALSA (TUCARSA) |
| 411   | Cartagena - Torre Pacheco - Dolores de Pacheco - San Javier - San Pedro del Pinatar                 | ALSA (TUCARSA) |

Además, prestan servicio las siguientes líneas interurbanas:
| Línea     | Recorrido                       | Operador |
| --------- | ------------------------------- | -------- |
| MUR-083-2 | Murcia - La Manga del Mar Menor | Interbus |
| MUR-092-2 | Murcia - San Javier - Campoamor | Interbus |

### Marítimo
Existe un ferry que conecta Santiago de la Ribera con La Manga del Mar Menor.

### Principales carreteras
- AP-7/E-15: Salida 784, San Javier (Sur), Santiago de la Ribera, Aeropuerto.
- N-332: Vera/Cartagena/Valencia.
- RM-F24: Santiago de la Ribera/El Mirador/Lo Romero (San Pedro del Pinatar).
- RM-F32: Santiago de la Ribera/Lo Pagán/San Pedro del Pinatar
- RM-F34: Santiago de la Ribera/Aeropuerto de Murcia-San Javier/Los Narejos.
- RM-12: La Manga

## Historia

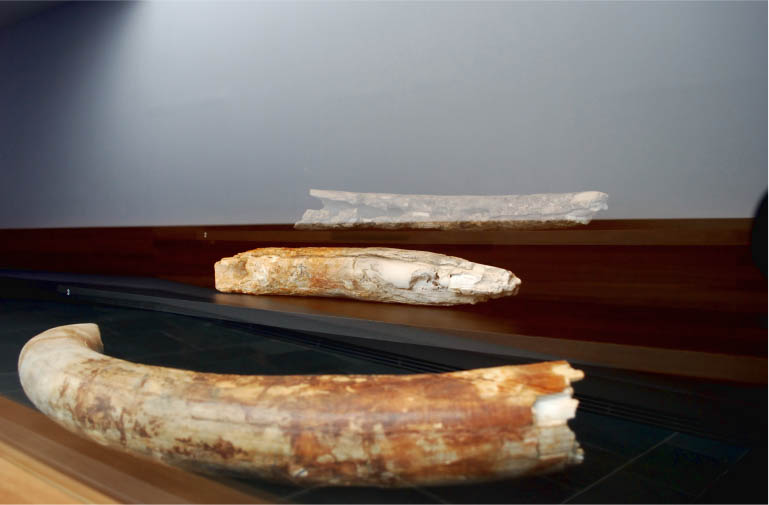
Colmillos de elefante fenicios encontrados bajo las aguas de isla Grosa

El devenir histórico de San Javier está ligado al conjunto de la comarca marmenorense, donde los primeros pobladores aparecen ya en el Paleolítico.
En los fondos marinos del Mar Menor y en los de la mediterránea isla Grosa hay constancia del paso de barcos fenicios, griegos, cartaginenses y romanos que navegaron por sus aguas y comerciaron en sus costas ante los numerosos pecios y restos arqueológicos encontrados (como el Pecio fenicio de Bajo de la Campana en isla Grosa).
En 1243, el infante Alfonso de Castilla (futuro Alfonso X "El Sabio"), integra la taifa de Murcia en la Corona de Castilla en forma de protectorado en virtud del Tratado de Alcaraz.
Con la reconquista cristiana el norte del campo ribereño marmenorense pasó a depender del concejo de la ciudad de Murcia, siendo repoblado con castellanos, aragoneses y catalanes, cuyos apellidos son el origen de la toponimia de gran parte de los núcleos poblacionales de esta zona.

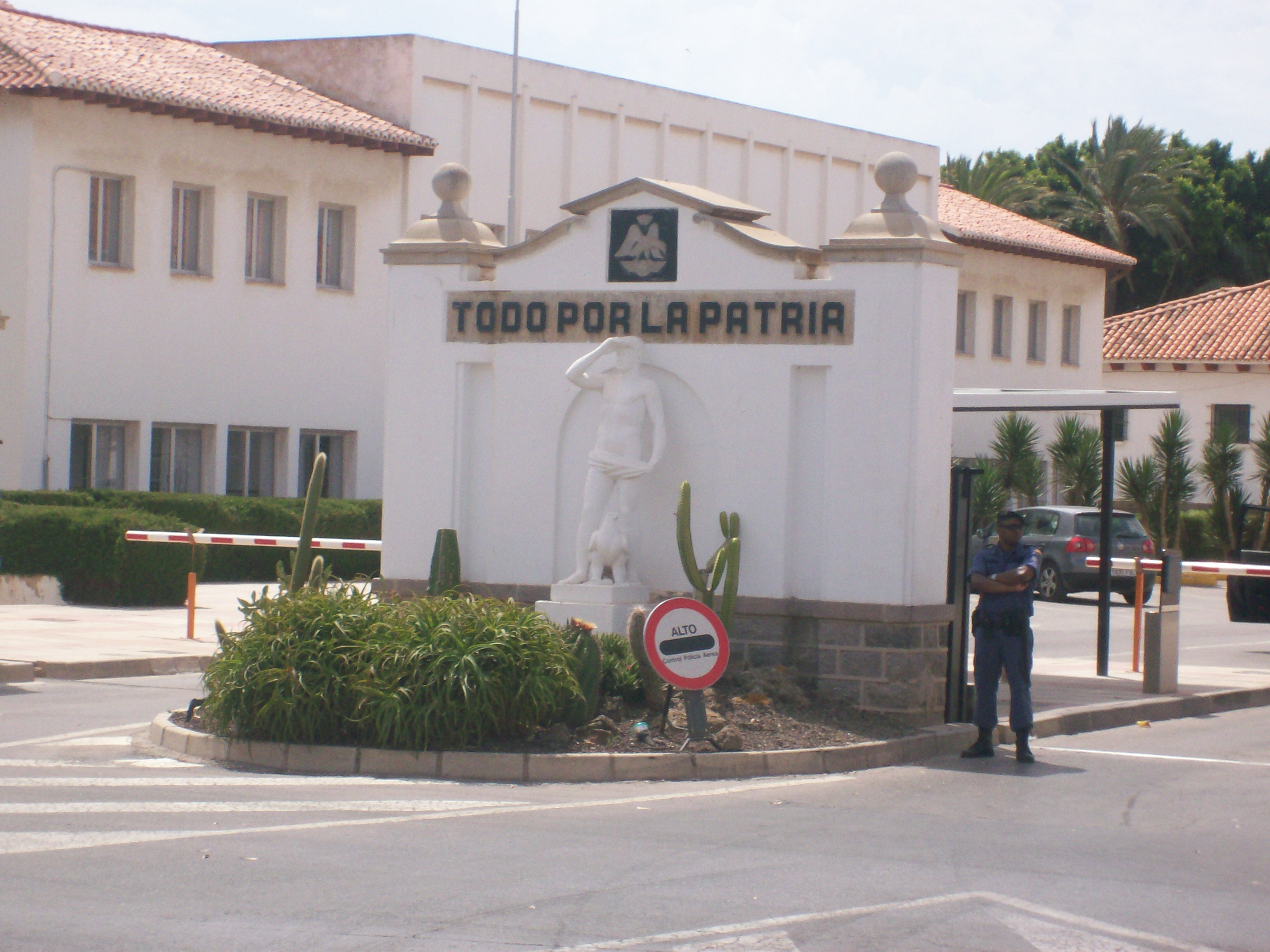
Entrada de la Academia General del Aire

En el siglo XVII se construye, en el actual núcleo urbano de San Javier, una ermita bajo la advocación de San Francisco Javier, en torno a la que se agruparon los moradores de los caseríos dispersos, siendo el origen de la población. El templo se convertiría en parroquia en 1698.
El desarrollo del núcleo urbano de San Javier llevó a su segregación del municipio de Murcia el 16 de septiembre de 1836.
De gran trascendencia para San Javier fue la instalación de la Academia General del Aire. Su origen se remonta a 1927, cuando se comenzó a construir una base aeronaval en Santiago de la Ribera para proteger estratégicamente a la flota establecida en el puerto de Cartagena. La mayoría de los edificios de la Academia corresponden a esta época en que pertenecieron a la Marina de Guerra.

## Administración y política
| Periodo   | Nombre                        | Partido | Partido                                               |
| --------- | ----------------------------- | ------- | ----------------------------------------------------- |
| 1979-1983 | Francisco J. Martínez Tárraga |         | Unión de Centro Democrático (UCD)                     |
| 1983-1987 | José Ruiz Manzanares          |         | Alianza Popular (AP)                                  |
| 1987-1999 | José Ruiz Manzanares          |         | Partido Popular (PP)                                  |
| 1999-2007 | José Hernández                |         | Partido Popular (PP)                                  |
| 2007-2011 | Josefa García Hernández       |         | Partido Socialista de la Región de Murcia (PSRM-PSOE) |
| 2011-2015 | Juan Martínez Pastor          |         | Partido Popular (PP)                                  |
| 2015-act. | José Miguel Luengo Gallego    |         | Partido Popular (PP)                                  |

| Partido político                                                                 | 2023  | 2023  | 2023       | 2019  | 2019  | 2019       | 2015  | 2015  | 2015       | 2011  | 2011  | 2011       | 2007  | 2007  | 2007       |
| Partido político                                                                 | Votos | %     | Concejales | Votos | %     | Concejales | Votos | %     | Concejales | Votos | %     | Concejales | Votos | %     | Concejales |
| Partido Popular (PP)                                                             | 6288  | 49,54 | 11         | 5541  | 45,40 | 11         | 4771  | 42,45 | 10         | 6333  | 53,81 | 14         | 4358  | 40,85 | 9          |
| Partido Socialista de la Región de Murcia (PSRM-PSOE)                            | 2149  | 16,93 | 4          | 2672  | 21,89 | 5          | 2815  | 25,04 | 6          | 2785  | 23,66 | 6          | 3100  | 29,06 | 7          |
| Vox                                                                              | 1984  | 15,63 | 3          | 948   | 7,76  | 2          | 160   | 1,42  | 0          | —     | —     | —          | —     | —     | —          |
| Plataforma Electoral Amigos del Mar Menor Candidatura Independiente (PLEAMAR CI) | 1127  | 8,88  | 2          | 503   | 4,12  | 0          | —     | —     | —          | —     | —     | —          | —     | —     | —          |
| Podemos-Izquierda Unida (IU)                                                     | 683   | 5,38  | 1          | 838   | 6,86  | 1          | 1241  | 11,04 | 2          | 445   | 3,78  | 0          | 298   | 2,79  | 0          |
| Ciudadanos (CS)                                                                  | 311   | 2,45  | 0          | 1155  | 9,46  | 2          | 1782  | 15,85 | 3          | —     | —     | —          | —     | —     | —          |
| Centro Democrático Liberal (CDL)                                                 | —     | —     | —          | —     | —     | —          | —     | —     | —          | 328   | 2,79  | 0          | 665   | 6,23  | 1          |
| Candidatura Independiente de San Javier (CISJ)                                   | —     | —     | —          | —     | —     | —          | —     | —     | —          | 770   | 6,54  | 1          | 1940  | 18,18 | 4          |

## Cultura

### Patrimonio

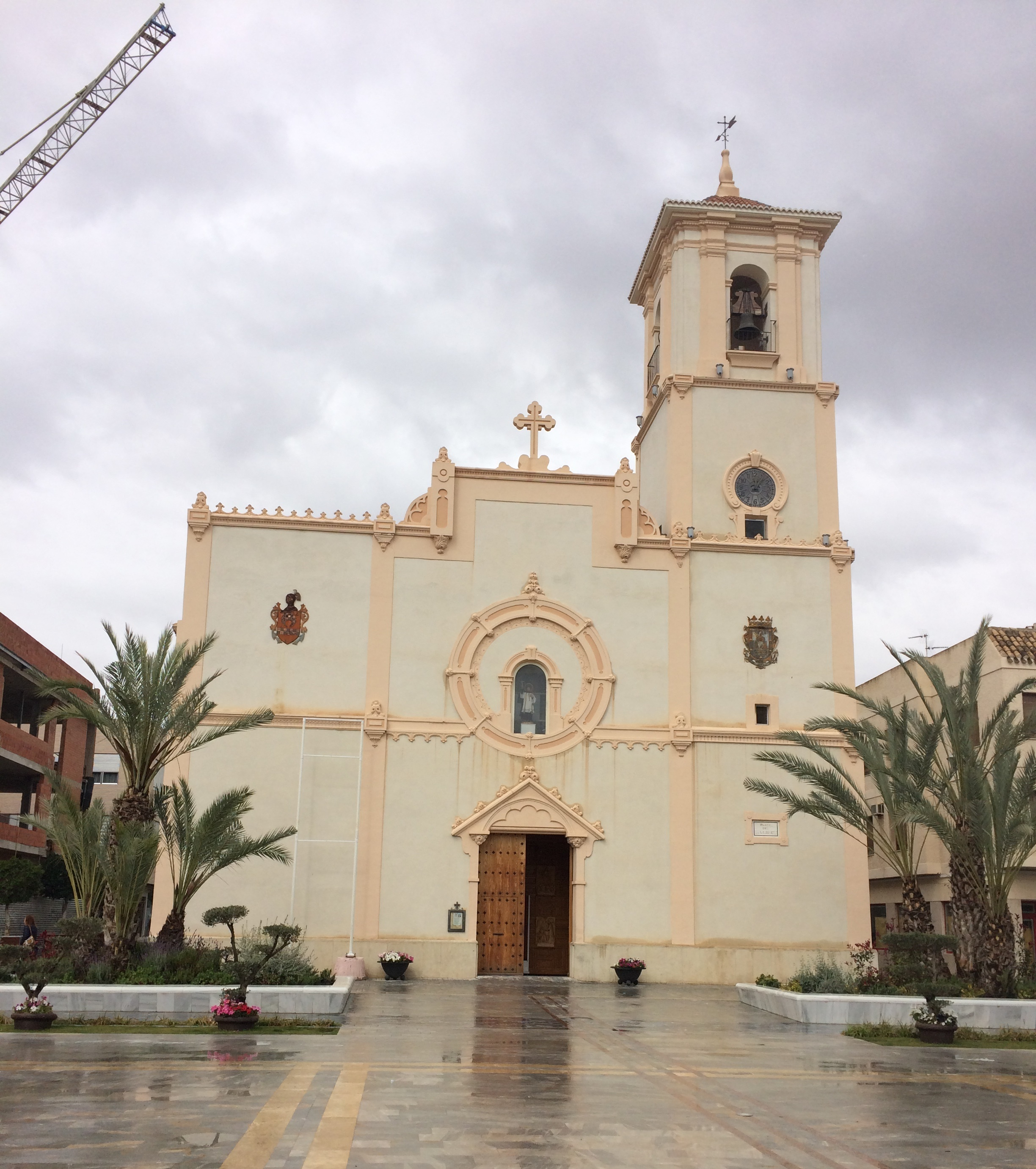
Fachada de la Iglesia de San Francisco Javier

- Iglesia de San Francisco Javier: a finales del siglo XVII, la primigenia ermita de San Javier alcanzó el rango de parroquia, concedido el 4 de septiembre de 1698 por el entonces obispo de la Diócesis de Cartagena Francisco Fernández Angulo, comenzando las obras de la nueva fábrica en marzo de 1699. Estas obras fueron concluidas una vez finalizada la torre, en el último cuarto del siglo XVIII.
- Balnearios de madera: en las playas de Santiago de la Ribera son varias las tradicionales pasarelas de madera que se conservan adentrándose en el Mar Menor, originarias de comienzos del siglo XX e ideadas para facilitar el baño. En sus plataformas interiores se ubican casetas que servían de vestidores.
- Casonas del paseo marítimo de Santiago de la Ribera: en el paseo Colón de Santiago de la Ribera se conservan algunas viviendas que la burguesía edificó a finales del XIX o comienzos del siglo XX. La primera fue el denominado Chalet Barnuevo, de la familia Barnuevo-Sandoval, origen de la localidad de la Ribera que fue declarado Bien de Interés Cultural. También destaca el Chalet del conde de Campillos, atribuido al arquitecto Víctor Beltrí.[17] En el paseo de Castillitos destacan Torre Javiera o Villa Rosa.

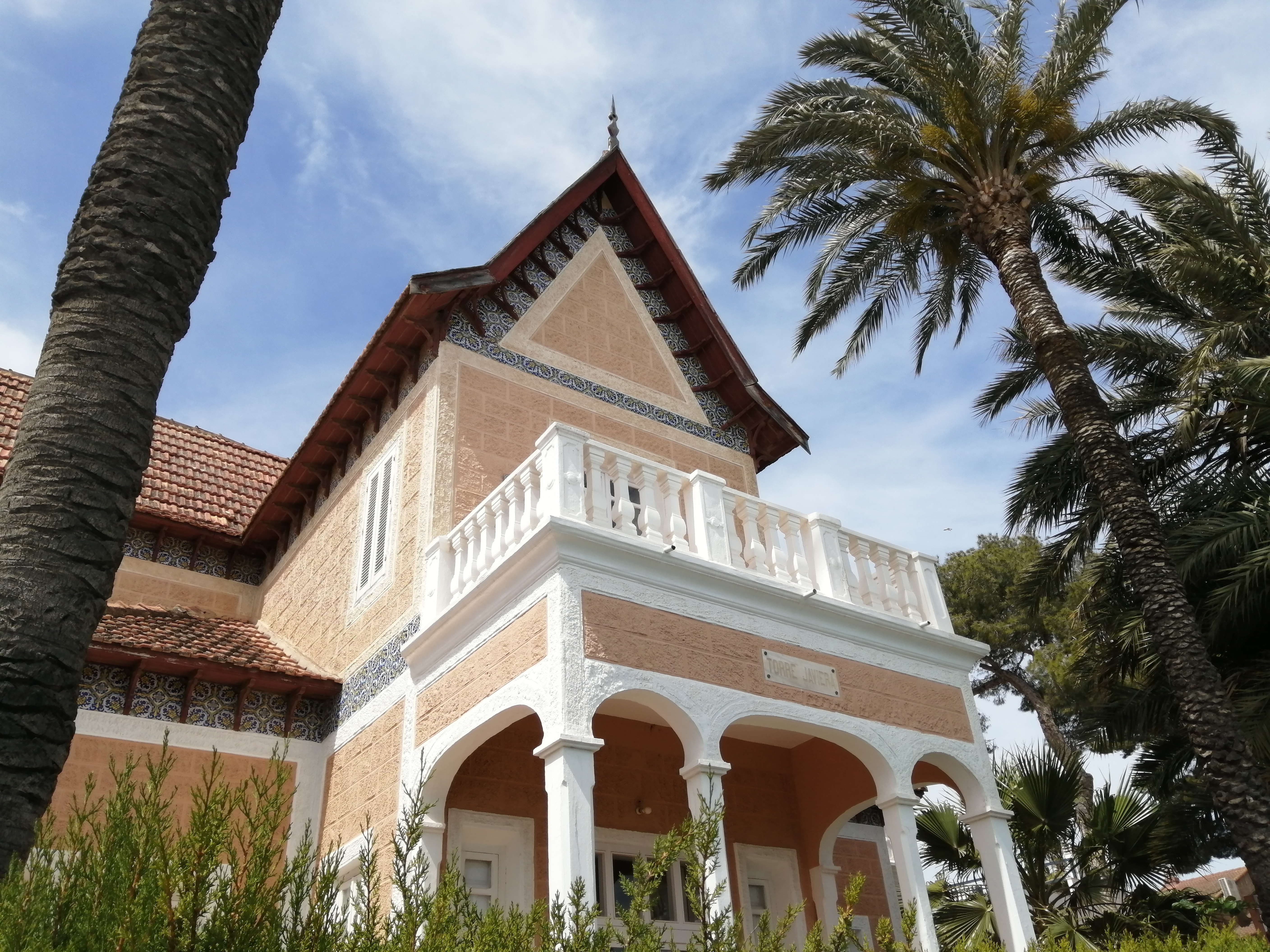
Imagen de Torre Javiera

- Hacienda de Roda: esta antigua hacienda del campo de San Javier estaría vinculada a uno de los primeros pobladores de la zona tras la reconquista. Dedicada desde antiguo a la agricultura, la antigua hacienda daría lugar al núcleo de población de Roda, situado en su entorno. El edificio principal de la hacienda fue construido entre 1610 y 1620, sobre otra anterior de finales del siglo XV. Desde la primera planta de la Casa Grande, con una portada del siglo XVIII en forma de retablo, se accede a un gran patio central y a una casona coronada por una torre, que se comunica exteriormente con la ermita de Roda, cuya construcción se atribuye a Jaime Bort.
- Casa del Barón: mansión neomudéjar construida por el barón de Benifayó en plena isla del Barón a finales del siglo XIX.
- Museo Aeronáutico Tiflológico: situado en el paseo de Colón de Santiago de la Ribera, inaugurado en julio del año 2020.
- Museo de San Javier: dedicado a la historia local, con salas acerca de las labores agrícolas y la huerta murciana, la pesca tradicional o la Academia General del Aire. También cuenta en exposición permanente al Belén de España.[18][19]

### Gastronomía
La gastronomía del municipio de San Javier se basa en tres ingredientes principales los pescados, las frutas, y las verduras de esta tierra.
Huevas de pescado en salazón, pescados a la sal (como el mújol), y los deliciosos langostinos; todo esto combina de manera excelente con una buena ensalada compuesta con alcachofas, lechugas, tomates, pimientos etc de la fabulosa huerta murciana.
Destacamos el plato por excelencia de la zona "el Caldero" guiso singular marinero que además contiene un ingrediente especial "las ñoras" (son una especie de pimientos pequeños de color rojo y secos).
A la hora del postre este municipio ofrece a los más golosos el famoso pastel de Cierva; una receta que apareció en la costa: Santiago de la Ribera a finales del siglo XIX. Cuenta la leyenda que esta receta fue obra de un jefe de cocina que se encontraba en un buque ruso fondeado en el Mar Menor; la encargó a un pastelero de la localidad y este a su vez lo sirvió en una comida en la que asistió Juan de la Cierva Peñafiel. El político murciano quedó tan encantado con la receta que el cocinero decidió aportar su apellido a la misma; una costumbre muy común en el mundo de la gastronomía.

### Patrimonio inmaterial
Existen diferentes fiestas:
- Cabalgata de Reyes Magos, donde los Reyes llegan por mar a la playa de Santiago de la Ribera. Después, se hace entrega de regalos se adora el belén en la plaza de San Javier.
- 3 de febrero Festividad de San Blas, que incluye puestos de feria, venta de productos en el mercadillo, así como la célebre Romería hacia la ermita de San Blas con concursos de paellas y degustaciones gastronómicas (Interés turístico Regional).
- Carnavales de Santiago de la Ribera, en febrero, con un desfile de comparsas, elección de reina, galas y actuaciones.
- Feria de sevillanas, durante el fin de semana del 1 de mayo. Incluye instalación de casetas, actuaciones y concursos, además de una misa rociera y día Infantil.Festival de Jazz de San Javier

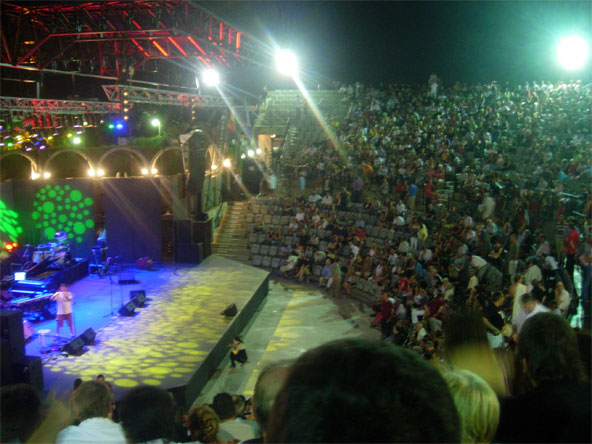
Festival de Jazz de San Javier

- San Isidro Labrador (Pozo Aledo), en mayo.
- San Juan, el 24 de junio, con verbena y quema de hogueras.
- La Virgen del Carmen el 16 de julio, con una procesión marítima y verbenas populares. En Santiago de la Ribera.
- Fiestas patronales en honor Santiago Apóstol, Patrón de España y de Santiago de la Ribera, se conmemora el 25 de julio.[21]
- Festival Internacional de Jazz de San Javier, que congrega a numerosos artistas de este género desde el año 1998. Se celebra en verano, en los meses de julio y principios de agosto.[22] Ha sido declarado Fiesta de Interés Turístico Regional dado su importancia y atractivo cultural.
- Fiestas patronales en honor a la Virgen del Rosario con verbenas, carrozas, degustaciones y concursos. También hay una romería una semana después de finalizar las fiestas. Se celebran en septiembre, en El Mirador.
- Fiestas mayores en honor del patrón de la villa, San Francisco Javier. Comienzan a mediados de noviembre con el pregón y la gala de elección y coronación de las reinas infantiles y juveniles. En las semanas posteriores tienen lugar conciertos, pasacalles, día infantil, día huertano, verbenas, y un sinfín más de actividades. El día 3 de diciembre, día del santo, tiene lugar la misa mayor con posterior concierto de la banda de la AGA, y por la tarde la procesión y el castillos de fuegos artificiales para terminar con el baile. Las fiestas culminan el 8 de diciembre con el gran desfile de carrozas. Los actos centrales de las fiestas tienen lugar en la carpa festera, situada en el parque Almansa, y la plaza de España.
- El Belén, monumento temporal de la escenificación del nacimiento de Jesús expuesto en la plaza del pueblo que también se puede encontrar durante todo el año expuesto en el Museo de San Javier.
- La realización de actividades socioculturales de diversa índole como por ejemplo: El concurso nacional de corte de jamón organizado por la concejalía de comercio y Rubén Arroba con la colaboración de la Asociación Española de Cortadores de Jamón. El concierto joven, por donde han pasado grupos conocidos como: Varry Brava, Funambulistas y El viaje de Eliot. La realización de Aeromodelismo[23] organizado por El club de Aeromodelismo Mar Menor.

### Deporte
San Javier se caracteriza por la cantidad de deportes que se practican, así como el gran número de torneos y campeonatos que aquí se llevan a cabo. El municipio posee un Polideportivo Municipal, con buenas instalaciones deportivas, que son revisadas y renovadas cada año. También al encontrarse al lado del Mar Menor también se practican actividades acuáticas, como piragüismo, vela y kayak, entre otros.
El municipio cuenta con un atleta que participó en los juegos paralímpicos de 2012 en Reino Unido, Stadskanaal (Holanda) ese mismo año y en Swansea, Reino Unido en 2014. Este deportista es Lorenzo Albaladejo, nacido el 4 de mayo de 1990. Tiene los récords de España en 100, 200 y 400 m lisos.
Hay deportes que poseen mucha fama en este municipio, entre ellos tenemos el fútbol, waterpolo, baloncesto, atletismo, natación, boxeo, pádel, tiro con arco, natación y rugby, entre otros. De todos estos deportes, hay cinco equipos que destacan sobre los demás, debido a su deporte, desarrollo económico y el apoyo hacia dicho deporte. Estos equipos son:
- C.W. San Javier
- Marme Baloncesto
- C.N. San Javier Mar Menor
- Squalos San Javier C.R

Se encuentra en la localidad de Santiago de la Ribera, la Facultad de Ciencias del Deporte de la Universidad de Murcia.

## Ciudades hermanadas
- Desde 1984 mantiene un longevo hermanamiento de la pequeña localidad navarra de Javier, cuna del santo patrono.[24][25]
- Desde 2019 está hermanada con la localidad portuguesa del Alentejo, Ponte de Sor.[26]